# Бєсов Дмитро Іванович
Дмитро́ Іва́нович Бєсов (нар. 1902, місто Маріуполь, тепер Донецької області — розстріляний 5 березня 1938) — український радянський державний діяч, в.о. 1-го секретаря Запорізького міського комітету КП(б)У.

## Життєпис
Народився у жовтні 1902 року в родині залізничника. Після закінчення у 1917 році двокласного залізничного училища розпочав трудову діяльність переписувачем-розсильним на станції Маріуполь-порт. Пропрацювавши на цій посаді 7 місяців, у січні 1918 року став учнем механічного цеху Маріупольського судноремонтного заводу.
У 1920 році вступив добровольцем до Червоної армії і був зарахований до 23-го робітничого військово-продовольчого загону, який діяв у повітах Донецької губернії до розформування у червні 1921 року.
У 1921—1926 роках — слюсар механічного цеху Маріупольського судноремонтного заводу.
Член РКП(б) з грудня 1925 року.
У 1926—1927 роках — заступник завідувача Маріупольського окружного відділу праці. У 1926—1927 роках навчався у вечірній робітничій партшколі.
У 1927—1928 роках — голова Маріупольської окружної страхової каси.
У 1928—1929 роках — завідувач Маріупольського окружного відділу праці.
У 1929—1930 роках — завідувач тарифно-економічного відділу, член президії Маріупольської окружної ради профспілок.
У 1930—1931 роках — голова Бердянського Церобкоопу. У 1931—1932 роках — голова заводського відділу робкоопу, голова завкому Первомайського заводу сільськогосподарського машинобудування у місті Бердянську.
У 1932—1933 роках — голова Бердянської районної ради профспілок Дніпропетровської області.
У 1933—1934 роках — завідувач організаційного відділу Бердянського районного комітету КП(б)У Дніпропетровської області.
У 1934—1935 роках — заступник секретаря Нікопольського міського комітету КП(б)У Дніпропетровської області.
У березні 1935 — травні 1936 року — секретар партійного комітету Запорізького заводу «Комунар».
10 травня 1936 — 22 червня 1937 року — секретар Ленінського районного комітету КП(б)У міста Запоріжжя.
22 червня — 10 липня 1937 року — 2-й секретар Запорізького міського комітету КП(б)У Дніпропетровської області.
10 липня — 26 серпня 1937 року — в.о. 1-го секретаря Запорізького міського комітету КП(б)У.
26 серпня 1937 — 14 жовтня 1937 року — 2-й секретар Запорізького міського комітету КП(б)У. 14 жовтня 1937 року постановою пленуму Запорізького міського комітету КП(б)У виключений зі складу членів пленуму, членів бюро та знятий з посади 2-го секретаря Запорізького міського комітету КП(б)У.
Заарештований органами НКВС. 1 грудня 1937 року постановою бюро Ленінського районного комітету КП(б)У міста Запоріжжя та постановою загальних зборів парторганізації Запорізького міського комітету КП(б)У виключений з партії.
5 березня 1938 року засуджений Військовою колегією Верховного суду СРСР до розстрілу.
Посмертно реабілітований.